# Richard Sarafian
Richard Caspar Sarafian (ur. 28 kwietnia 1930 w Nowym Jorku, zm. 18 września 2013 w Santa Monica) – amerykański reżyser filmowy i telewizyjny; a także aktor, pisarz i scenarzysta filmowy.
Największą sławę przyniósł mu film Znikający punkt (1971), który przeszedł do legendy kina m.in. dzięki brawurowym pościgom samochodowym.
Zmarł w wieku 83 lat w następstwie komplikacji związanych z zapaleniem płuc.

## Filmografia
jako reżyser:
- Andy (1965); także scenariusz
- Dziki i swobodny (1969)
- Człowiek w dziczy (1971)
- Znikający punkt (1971)
- Człowiek, który kochał Tańczącą Kotkę (1973)
- Arabski spisek (1976); także scenariusz
- Opalenizna (1979)
- Oko tygrysa (1986)
- Solar Crisis (1990; pod pseudonimem Alan Smithee)

Wielokrotnie reżyserował także seriale telewizyjne; pracował m.in. przy takich produkcjach jak: Strefa mroku (1959-64), Bonanza (1959-73), Batman (1966-68), Gunsmoke (1955-75), Zorro (1990-93).
jako aktor:
- Arabski spisek (1976) jako Gregory Zolnikov
- Tekściarz (1984) jako Rodeo Rocky
- MacGyver (1985-92; serial TV) jako Caspar Kasabian (gościnnie; 1990)
- Bugsy (1991) jako Jack Dragna
- Ruby (1992) jako Proby
- Rewolwerowcy (1994) jako Chief Chavez
- Droga śmierci (1994) jako Trucker
- Obsesja (1995) jako Sunny Ventura
- Don Juan DeMarco (1995) jako detektyw Sy Tobias
- Gotti (1996) jako Paul Castellano
- Brudne pieniądze (1996) jako Gino Marzzone
- Senator Bulworth (1998) jako Vinnie
- Diamentowa afera (1999) jako wujek Lou
- Dar z nieba (2000) jako Wino
- Dr Dolittle 2 (2001) – Bóbr (głos)
- Jeźdźcy Apokalipsy (2003) jako prezydent